# بيتروس (لاعب كرة قدم)
بيتروس ماتيوس دوس سانتوس أراخو (ولد في يوم 29 مايو 1989)، لاعب كرة قدم برازيلي ولد في بلدة جوازيرو في البرازيل، يلعب بخط الوسط، ويلعب حاليًا مع نادي الصقور السعودي.

## الإنجازات

### النادي

#### نادي كورينثيانز
- الدوري البرازيلي (1): 2015

#### النصر
- دوري المحترفين السعودي (1): 2019.
- كأس السوبر السعودي (2): 2019، 2020

## روابط خارجية
- بيتروس ماتيوس دوس سانتوس أراوخو على موقع قاعدة بيانات كرة القدم.إي يو (الإنجليزية)
- بيتروس ماتيوس دوس سانتوس أراوخو على موقع Soccerbase.com (لاعب) (الإنجليزية)
- بيتروس ماتيوس دوس سانتوس أراوخو على موقع Soccerway.com (الإنجليزية)
- بيتروس ماتيوس دوس سانتوس أراوخو على موقع AS.com (الإسبانية)